# HAL/チュルボメカ シャクティ

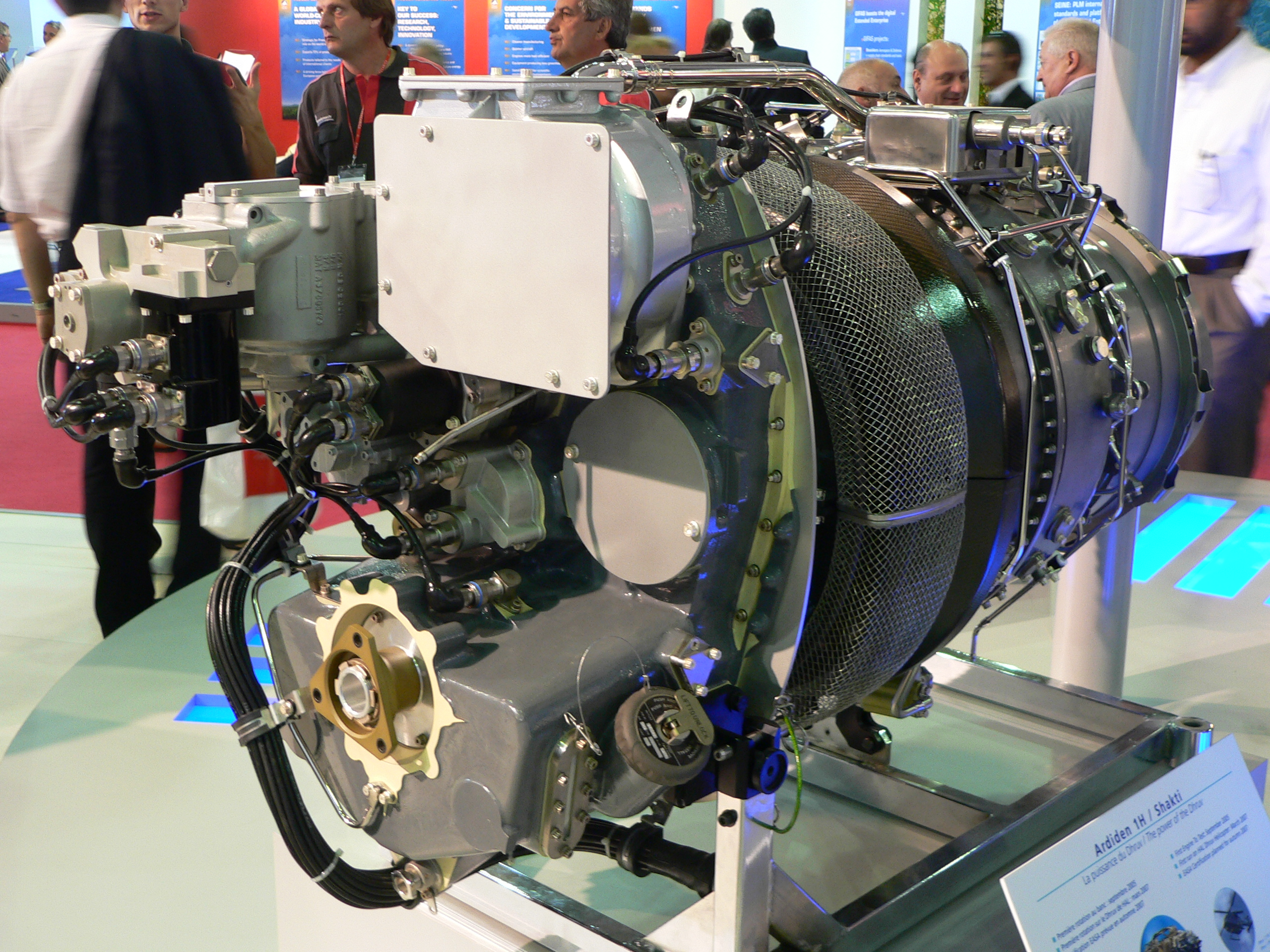
シャクティエンジン

HAL/チュルボメカ シャクティ（チュルボメカではアルディデン1Hと呼ばれる）は、ヘリコプター用のターボシャフトエンジンである。

## 歴史
HALとチュルボメカの産業用ヘリコプターの共同開発は1960年代に遡る。1961年、チュルボメカはアルトウステターボシャフトエンジンのライセンス生産を、インドでのアルエットII（インド名：Cheetah）とアルエットIII（インド名：Chetak）の生産に合わせて認めた。
シャクティ/Ardiden 1H プロジェクトは、1999年、HAL ドゥルーブ ヘリコプター用に動き出したが、アメリカのインドの核開発に対する制裁措置で計画は暗礁に乗り上げた。当初は、出力の低いTM333 エンジンだった。ドゥルーブの最初の飛行試験は、新型のシャクティを搭載して2007年8月16日に実施された。2007末、HALは生産を始めた。

## 型式
- アルディデン 1H

2007年12月にEASAによって認定。
- アルディデン 1H1

2009年3月にEASAによって認定。シャクティという名称で生産。HAL ドゥルーブとHAL 軽戦闘ヘリコプターで使用される。
- アルディデン 1U

HAL 軽量汎用ヘリコプターに搭載される。2019年11月EASA認証取得。
- アルディデン 3C/WZ16

AC352に搭載。AECCコンソーシアムの一部であるCAPIとDongan、サフランヘリコプターエンジンズによって共同開発された。当初はEASAの認定は2017年末までに、CAACの認定は2018年を予定していたが、遅れて2018年4月にEASAでの認証を取得した。2019年10月にCAACの認証も取得。
- アルディデン 3G

Ka-62に搭載。2011年にKa-62のエンジンとしてロシアンヘリコプターズによって選択された。TBO（オーバーホール間隔）は5,000時間。

## 仕様
一般的特性
- 形式: ターボシャフト
- 全長:
- 直径:
- 乾燥重量:

構成要素
- 圧縮機: 2段遠心式圧縮機、単段式高圧タービン

性能
- 出力: 900kW（1,200shp）
- 出力重量比: